# Gschwend (Maierhöfen)
Gschwend (westallgäuerisch: Kschwenth) ist ein Gemeindeteil der Gemeinde Maierhöfen im bayerisch-schwäbischen Landkreis Lindau (Bodensee).

## Geographie
Die Einöde liegt circa 2,5 Kilometer nördlich des Hauptorts Maierhöfen und zählt zur Region Westallgäu. Nördlich von Gschwend verläuft die Ländergrenze zu Isny im Allgäu in Baden-Württemberg.

## Ortsname
Der Ortsname stammt vom mittelhochdeutschen Wort (ge)swende für ausreuten des Waldes ab und deutet auf eine Rodungssiedlung hin.

## Geschichte
Gschwend wurde erstmals urkundlich im Jahr 1250 mit In dem Geswendi erwähnt. 1771 fand die Vereinödung Gschwends mit sechs Teilnehmern statt. Gschwend gehörte einst zum Gericht Grünenbach in der Herrschaft Bregenz.